# Nothing
Nothing是一家總部位於英國倫敦的消費電子產品製造商。由中國智慧手機製造商OnePlus的聯合創始人裴宇創立。
2021年7月，公司推出了首个产品，无线蓝牙耳机The Nothing Ear (1)，並以獨特的透明設計風格得到市場青睞。2022年3月，公司公布了首部智能手机Nothing Phone (1)，并于7月开始销售。

## 產品

### 真無線藍牙耳機
- Nothing Ear (1)：Nothing的首款產品，耳機採用了入耳式結構，在設計上確立了Nothing的透明風格。
- Nothing Ear (stick)：因耳機盒呈圓筒形而稱為Ear (stick)，耳機採用了半入耳式結構。
- Nothing Ear (2)：Nothing Ear (1) 的迭代產品，在音質、降噪方得到了強化。
- Nothing Ear
- Nothing Ear (a)
- Nothing Ear (open)

### 智能手機

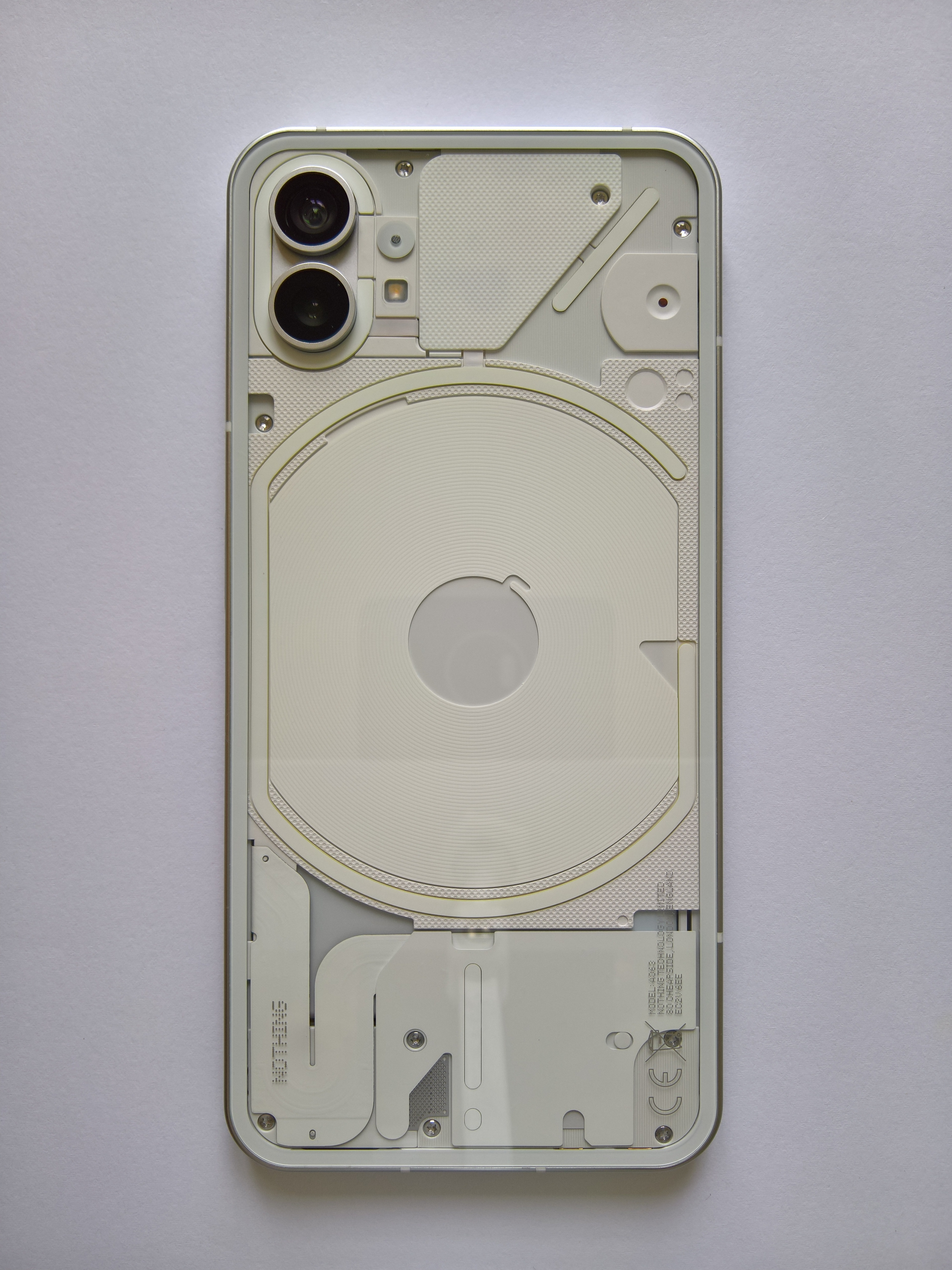
Nothing Phone (1)

- Nothing Phone (1)：Nothing的首款智能手機，處理器為Snapdragon 778G+，機背採用了全透明的設計，並配有稱為Glyph的燈光系統。
- Nothing Phone (2)：Nothing Phone (1) 的迭代產品，處理器為Snapdragon 8+ Gen 1。
- Nothing Phone (2a)：Nothing Phone (2a) 是Nothing的第三款智能手機。Nothing Phone (2a) 主打低價市場，處理器為MediaTek Dimensity 7200 Pro。
- Nothing Phone (2a) Plus
- Nothing Phone (3a)
- Nothing Phone (3a) Pro

## 歷史
2020年10月16日，OnePlus的共同創始人之一裴宇宣布辭去職務。裴宇後來從多個投資者那裡籌集到了高達700萬美元的資金，包括iPod發明者托尼·法戴爾、Twitch共同創始人林士斌、Reddit首席執行官史蒂夫·哈夫曼以及美國YouTuber凱西·奈斯塔特等。
裴宇於2021年1月27日宣布了他的新公司Nothing。
2021年2月15日，Nothing收購了Essential的商標和品牌。
2021年2月25日，該公司宣布其第一個創始合作夥伴是Teenage Engineering，這家公司負責設計品牌及其產品的外觀風格。
Nothing在2021年7月27日宣布了其第一款產品，名為Ear (1)，是一款無線耳機。
2021年10月13日，該公司籌集了高達5000萬美元的資金，同時宣布與高通合作。
2022年3月9日，Nothing獲得B輪融資，同日宣布將於3月23日舉辦新聞發布會。在該活動中，該公司宣布推出其第一款智能手機Phone (1)。
2022年12月10日，Nothing在倫敦蘇豪區開設了其首家實體店鋪。
2023年2月，在巴塞羅那舉行的世界移動通信大會（MWC）上，Nothing宣布他們下一代手機搭載驍龍8+ Gen 1。該公告突顯了下一款智能手機的增強性能和價格。
2023年3月22日，Nothing宣布推出第二代Ear (2)無線耳機，它支持高分辨率無線音頻、提高了電池壽命和適應性主動降噪。這些耳機獲得了大多數正面評價。美國雜志连线更讚揚了其詳細的聲音配置、獨特的設計和語音助手互動，但批評了高音的再現、實體控制和一般噪音消除的"一般"效果。此外，美國科技新聞網The Verge寫道，"以149美元的價格，Ear 2耳機是一對均衡的中價位耳機。它們擁有Ear 1的所有風格，但沒有它們的粗糙邊緣"。
2023年8月，Nothing宣布推出一個名為CMF by Nothing的子品牌。CMF亦Color、Material、Finish（即色彩、材質及表面處理工藝）的縮寫，該品牌以平價市場為定位，並將於2023年9月26日發佈智能手錶Watch Pro、耳機Buds Pro和充電器Power 65W GaN。
2023年10月28日，Nothing在馬來西亞吉隆坡劉蝶廣場開設全球第二間實體店。

## 外部連結
- 官方网站

1. ↑  Ltd, Nothing Technology. . www.prnewswire.co.uk.   [2024-03-10]. （原始内容存档于2024-03-10） （英语）.